# Resident Evil: Infinite Darkness
Resident Evil: Infinite Darkness ist eine computeranimierte Streaming-Fernsehserie aus dem Jahr 2021. Sie spielt im Resident-Evil-Universum.

## Inhalt
Die Serie spielt zwischen den Ereignissen von Resident Evil 4 und Resident Evil 5 und spielt im Jahr 2006. Nachdem ein Hacking-Vorfall im Weißen Haus aufgedeckt wurde, muss Leon S. Kennedy den Vorfall untersuchen. Als das Weiße Haus Ziel eines mysteriösen Angriffs ist, begegnet Kennedy Zombies.

## Synchronisation
| Figur           | Englische Synchronsprecher | Deutscher Synchronsprecher |
| --------------- | -------------------------- | -------------------------- |
| Leon S. Kennedy | Nick Apostolides           | Matthias Keller            |
| Claire Redfield | Stephanie Panisello        | Leyla Trebbien             |
| Shen May        | Jona Xiao                  | Alice Bauer                |
| Jason           | Ray Chase                  | Florian Clyde              |
| Graham          | Joe J. Thomas              | Sven Gerhardt              |
| Patrick         | Billy Kametz               | Max Felder                 |
| Wilson          | Brad Venable               | Hans Bayer                 |
| Ryan            | Doug Stone                 | Armin Schlagwein           |

## Produktion und Veröffentlichung
Die Produktion der Serie wurde von TMS Entertainment produziert und die Animation machte Quebico. Regie führte Eiichirō Hasumi. Die Drehbücher schrieben Eiichirō Hasumi und Shogo Moto. Der Produzent war Hiroyasu Shinohara. Die Musik komponierte Yugo Kanno. Alle Folgen wurden am 8. Juli 2021 auf Netflix international veröffentlicht. In Deutschland erschien die Serie am 3. Februar 2022 auf Blu-ray.

## Episoden
Die Serie besteht insgesamt aus 4 Episoden.
| Episoden von Resident Evil: Infinite Darkness | Episoden von Resident Evil: Infinite Darkness | Episoden von Resident Evil: Infinite Darkness | Episoden von Resident Evil: Infinite Darkness |
| Nr.                                           | Originaltitel                                 | Deutscher Episodentitel                       | Erstausstrahlung                              |
| --------------------------------------------- | --------------------------------------------- | --------------------------------------------- | --------------------------------------------- |
| 1                                             | Episode 1                                     | Folge 1                                       | 8. Juli 2021                                  |
| 2                                             | Episode 2                                     | Folge 2                                       | 8. Juli 2021                                  |
| 3                                             | Episode 3                                     | Folge 3                                       | 8. Juli 2021                                  |
| 4                                             | Episode 4                                     | Folge 4                                       | 8. Juli 2021                                  |

## Rezeption
Jonathon Wilson von Ready Steady Cut gab der Show 2,5 von 5 Sternen und schrieb: „Resident Evil: Infinite Darkness bereitet für langjährige Fans Freude, aber es ist in jeder Hinsicht widersprüchlich und fühlt sich am Ende belanglos an.“ Sam Stone von CBR schrieb in seiner Kritik: „Insgesamt ist der Anime eine unterhaltsame Nebengeschichte, die Leon die Möglichkeit bietet, wieder ins Rampenlicht zu springen, während er eine vergangene Ära für das Franchise heraufbeschwört, weicht der Horror-Aspekt ab“.